# Чемпионат Европы по софтболу среди женщин 1997
10-й чемпионат Европы по софтболу среди женщин 1997 проводился в городе Прага (Чехия) с 30 июня по 6 июля 1997 года с участием 17 команд.
В Чехии женский чемпионат Европы проводился впервые.
Поскольку количество команд-участниц резко увеличилось, чемпионат проводился по новой схеме: команды были разбиты на два дивизиона — A и B; чемпионом становилась команда, победившая в дивизионе A; команда, занявшая последнее место в дивизионе A, на следующем чемпионате переходила в дивизион B, команда-победитель которого переходила в дивизион A.
Чемпионом Европы (в 4-й раз в своей истории и в 3-й раз подряд) стала сборная Италии, победив в финале сборную Нидерландов. Третье место заняла сборная Чехии.
Впервые в женском чемпионате Европы участвовали сборные Австрии, Украины и Хорватии.

## Итоговая классификация
| Место      | Команда        |
| Дивизион A | Дивизион A     |
| ---------- | -------------- |
| 1          | Италия         |
| 2          | Нидерланды     |
| 3          | Чехия          |
| 4          | Дания          |
| 5          | Бельгия        |
| 6          | Испания        |
| 7          | Швеция         |
| 8          | Франция        |
| Дивизион B |                |
| 9          | Россия         |
| 10         | Великобритания |
| 11         | Словакия       |
| 12         | Швейцария      |
| 13         | Германия       |
| 14         | Норвегия       |
| 15         | Австрия        |
| 16         | Украина        |
| 17         | Хорватия       |

     На следующем чемпионате переходят в дивизион A
     На следующем чемпионате переходят в дивизион B